# NUbuntu
A nUbuntu vagy Network Ubuntu egy projekt, melynek célja az eddigi Ubuntu operációs rendszer átalakítása LiveCD és teljes telepítő CD formába olyan eszközökkel, amelyek szükségesek szerverek és hálózatok behatolási tesztjeihez. Az eredeti ötlet szerint az Ubuntu egyszerűen kezelhető felhasználói felületét megtartják, viszont a rendszerbe behatolási tesztelő eszközöket építettek be. A disztribúciót már régóta nem frissítették (2008 júniusa óta), aki friss, stabil és biztonságos rendszerre vágyik amely támogatja a régebbi hardvereket, kizárólag a remastersys szoftverrel tud könnyen egy saját LiveCD-t készíteni az Ubuntu legfrissebb változatából a kedvenc eszközeivel és programjaival.

## Szoftverek
A nUbuntu a kisméretű Fluxbox ablakkezelőt használja. Ezenkívül a rendszerben megtalálhatók a legismertebb linuxos biztonsági programok, mint például a Wireshark, nmap, dSniff vagy az Ettercap.

## Története
- 2005. december 18. - megszületett a nUbuntu projekt, a fejlesztők kiadták az első tesztváltozatot (Testing 1)
- 2006. január 16. - a nUbuntu Live első stabil változata (Stable 1)
- 2006. június 26. - megjelenik az nUbuntu Live 6.06-os kiadása
- 2006. október 16. - bemutatták az nUbuntu-t a Hacker Japan japán hackermagazinban
- 2007. december 31. - TomB, az nUbuntu egyik fejlesztője távozik a projekttől, Brendan Almonte veszi át a helyét
- 2008. július 16. - az nUbuntu Live fejlesztői kiadják a 8.04 alpa verziót

### Kiadások
A következő táblázatban találhatók az eddigi kiadások adatai:
| Verzió   | Kiadás dátuma      | Kiadás neve                   |
| Stabil 1 | 2006. január 16.   | nUbuntu Live                  |
| Stabil   | 2006. június 26.   | 6.06                          |
| Stabil   | 2006. november 21. | 6.10                          |
| Alfa     | 2008. július 16.   | 8.04                          |
| Alfa     | 2008. október 30.  | 8.10                          |
| Beta     | 2008. december 17. | 8.12 (Instigating Insecurity) |